# 633
Năm 633 là một năm trong lịch Julius. 